# Episodi di In aller Freundschaft (ventisettesima stagione)
La ventisettesima stagione della serie televisiva In aller Freundschaft viene trasmessa in anteprima in Germania da Das Erste dal 16 aprile 2024.
| nº | Titolo originale                  | Prima TV Germania |
| -- | --------------------------------- | ----------------- |
| 1  | Ich schaffe das schon!            | 16 aprile 2024    |
| 2  | Ruhe nach dem Sturm               | 23 aprile 2024    |
| 3  | Helfer in der Not                 | 30 aprile 2024    |
| 4  | Mütter & Töchter                  | 7 maggio 2024     |
| 5  | Fluchten                          | 14 maggio 2024    |
| 6  | Dazugehören                       | 21 maggio 2024    |
| 7  | Ernüchterung                      | 28 maggio 2024    |
| 8  | Alles kann so schnell vorbei sein | 4 giugno 2024     |
| 9  | Zusammenhalt                      | 4 giugno 2024     |
| 10 | Verdachtsfälle                    | 25 giugno 2024    |
| 11 | Besuche aus der Vergangenheit     | 25 giugno 2024    |
| 12 | Realitäten                        | 16 luglio 2024    |
| 13 | Meister der Verdrängung           | 23 luglio 2024    |
| 14 | Aus dem Nichts                    | 30 luglio 2024    |
| 15 | Wahrheit für alle!                | 13 agosto 2024    |
| 16 | Außer Atem                        | 3 settembre 2024  |
| 17 | Rückkehr ins Leben                | 10 settembre 2024 |
| 18 | Loslassen                         | 17 settembre 2024 |
| 19 | Die Sache, die man Liebe nennt    | 24 settembre 2024 |
| 20 | Glückliche Umstände               | 8 ottobre 2024    |
| 21 | Liebenswert                       | 15 ottobre 2024   |
| 22 | Fluchtwege                        | 22 ottobre 2024   |
| 23 | Ausgeträumt                       | 5 novembre 2024   |
| 24 | Vertrauen ist gut                 | 12 novembre 2024  |
| 25 | Vollgas                           | 19 novembre 2024  |
| 26 | Sturm                             | 26 novembre 2024  |
| 27 | Liebe lässt sich nicht versichern | –                 |
| 28 | Das Fest der Liebe                | –                 |
| 29 | Mit offenen Augen                 | –                 |
| 30 | Lauter kleine Wunder              | –                 |
| 31 | Auf Leben und Tod                 | –                 |